# Theodore von Karman Medal
Die Theodore von Karman Medal ist eine jährlich für besondere Leistungen in Technischer Mechanik verliehene Auszeichnung der American Society of Civil Engineers (ASCE). Sie ist nach  Theodore von Kármán benannt und wird seit 1960 verliehen.
Es gibt noch eine weitere Von-Karman-Medaille, verliehen von der Advisory Group for Aerospace Research and Development (AGARD, seit 1998 Research and Technology Organisation, RTO) der NATO. Die SIAM vergibt den Theodore von Kármán Prize.

## Preisträger
- 1960 William Prager
- 1961 Raymond D. Mindlin
- 1962 Nathan M. Newmark
- 1963 Hunter Rouse
- 1964 Eric Reissner
- 1965 Warner T. Koiter
- 1966 Daniel C. Drucker
- 1967 Maurice Anthony Biot
- 1968 Lloyd H. Donnell
- 1969 Geoffrey Ingram Taylor
- 1970 Wilhelm Flügge
- 1971 Alfred M. Freudenthal
- 1972 Nicholas J. Hoff
- 1973 Hans H. Bleich
- 1974 George W. Housner
- 1975 John Argyris
- 1976 Yuan-Cheng B. Fung
- 1977 George F. Carrier
- 1978 Rodney Hill
- 1979 Henry L. Langhaar
- 1980 George Herrmann
- 1981 Chia-Shun Yih
- 1982 Bernard Budiansky
- 1983 Albert E. Green
- 1984 Stephen H. Crandall
- 1985 Philip G. Hodge
- 1986 Stanley Corrsin
- 1987 Richard Skalak
- 1988 Tung-Hua Lin
- 1989 Egor Popov
- 1990 John Dundurs
- 1991 Bruno A. Boley
- 1992 J. Tinsley Oden
- 1993 Ronald Rivlin
- 1994 Masanobu Shinozuka
- 1995 Ray W. Clough
- 1996 Clifford Truesdell
- 1998 Y. K. Lin
- 1999 Ted Belytschko
- 2000 Robert H. Scanlan
- 2001 Anestis S. Veletsos
- 2002 Thomas K. Caughey
- 2003 Pol D. Spanos
- 2004 Theodore Yao-tsu Wu
- 2005 Zdenek P. Bazant
- 2006 George J. Dvorak
- 2007 Chiang C. Mei
- 2008 Sia Nemat-Nasser
- 2009 Thomas J. R. Hughes
- 2010 Jan D. Achenbach
- 2011 nicht vergeben
- 2012 Franz-Josef Ulm
- 2013 Wilfred D. Iwan
- 2014 James R. Rice
- 2015 Ahsan Kareem
- 2016 Ares J. Rosakis
- 2017 Huajian Gao
- 2018 Junuthula N. Reddy
- 2019 Yonggang Huang
- 2020 Katepalli R. Sreenivasan
- 2021 Fabrizio Vestroni
- 2022 Roger Ghanem
- 2023 Firdaus E. Udwadia
- 2024 George Z. Voyiadjis
- 2025 Somnath Ghosh